# Hamelin Bay
Hamelin Bay is een plaats en baai in de regio South West aan de zuidwestkust van West-Australië tussen kaap Leeuwin en kaap Naturaliste. Het is genoemd naar de Franse ontdekkingsreiziger Jacques Félix Emmanuel Hamelin die door het gebied voer in 1801. Het ligt net ten zuiden van kaap Freycinet. Het meest nabijgelegen dorp is Karridale. Er was ooit een kleine koloniale nederzetting en een haven. Hamelin Bay telde 45 inwoners volgens de volkstelling van 2016.

## Haven en aanlegsteiger

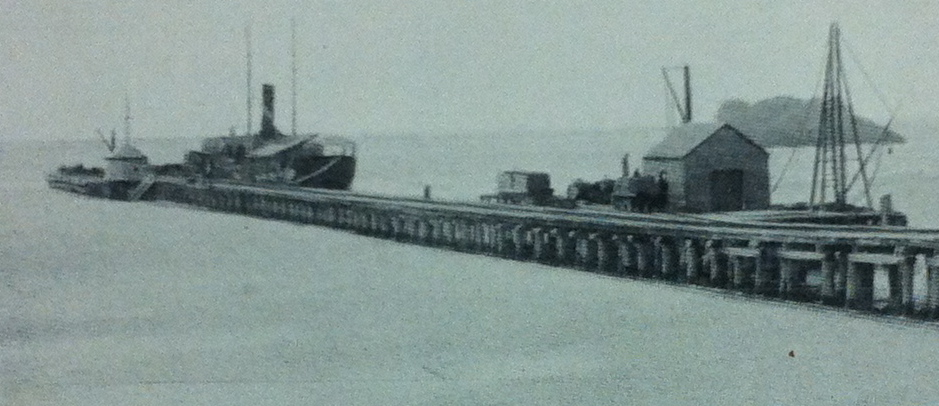
Aanlegsteiger 1899

De aanlegsteiger werd gebouwd door M.C. Davies voor diens houthandel. Bij slecht weer maakte Davies gebruik van de aanlegsteiger in Flinders Bay ten zuiden van Augusta. Een van Davies' spoorwegen liep tot op de aanlegsteiger in Hamelin Bay. De aanlegsteiger werd in 1881 gebouwd en in 1887 verlengd. In 1897 werden er op de aanlegsteiger mobiele kranen op stoom in gebruik genomen. De aanlegsteiger werd in 1900 buiten dienst gesteld nadat er vijf aangemeerde schepen zonken en er in de baai nog eens twee aan grond liepen. Tegenwoordig resten nog slechts restanten van de aanlegsteiger.

## Scheepswrakken
Hamelin Bay is een moeilijk te bevaren baai door de aanwezigheid van riffen en rotsen. Daarenboven kunnen de weersomstandigheden in de baai 's winters zeer slecht zijn door zijn naar het noordwesten gerichte ligging. Aanmeren of ankeren is er gevaarlijk. Er zijn dan ook verscheidene schepen vergaan. Onder andere op 22 juli 1900 was er een zeer zware storm.
De lijst van scheepswrakken van het Maritime Museum of Western Australia bevat de namen van verscheidene wrakken die in de nabijheid van de baai vergaan zijn. Op de parkeerplaats bij het strand staat een anker dat er uit het water werd gehaald.
- Agincourt, 1863
- Arcadia, 25 april 1900 – houten bark
- Aristide, 25 oktober 1889 – houten bark
- Chaudiere, 4 juli 1883 – bark
- Else (voormalige Albert William), 2 september 1900 – barkentijn
- Glenbervie, 20 juni 1900
- Hokitika, 2 november 1872 – bark
- Katinka, 22 juli 1900
- Lövspring, 22 juli 1900 – houten bark
- Nor'wester, 22 juli 1900 – ijzeren bark
- Tobar, 1945 – logger
- SS Waterlily, 31 januari 1903 – overnaadse schroefstoomboot

## Aangespoelde walvissen
In de Hamelin baai en omgeving zijn al enkele keren walvissen aangespoeld. In 1996 spoelden 320 grienden aan ten noorden van de baai. In maart 2018 strandden 150 Indische grienden. Haaien werden door de dode walvissen aangetrokken en de overheid diende de bevolking te waarschuwen.

## Toerisme
De Cape to Cape Track is een wandelpad van 125 kilometer lang sinds 1999. Het loopt doorheen het Nationaal park Leeuwin-Naturaliste van de vuurtoren op kaap Leeuwin tot vuurtoren op kaap Naturaliste. Nabij Hamelin Bay wandelt men over het strand. Hamelin Bay is een van de weinige plaatsjes langs het wandelpad.
Er is een camping in Hamelin Bay. Nabij de camping in de duinen ligt een oud kolonistenkerkhof. Het enige gemarkeerde graf is dat van James A Smith die er begraven werd op 19 augustus 1897. Verder zouden er een Chinese zeeman, een van M.C. Davies arbeiders en nog enkele schipbreukelingen begraven liggen.
Op het nabijgelegen Hamelin Island werd in 1937 een vuurtoren gebouwd. In 1967 werd hij naar het vasteland verhuisd en staat nu bekend als Foul Bay Lighthouse.

## Lectuur
Thesis Matthew Gainsford : Hamelin Bay Jetty - a study (1 december 2004)